# Pierre Monteux
Pierre Benjamin Monteux (Párizs 1875. április 4. – Hancock, Maine, USA 1964. július 1.) francia–amerikai karmester.
Monteux-t a francia, orosz zene egyik legkiválóbb karmestereként ismerték, a világ jelentős zenekarai fogadták szívesen interpretációit. Hegedű- és brácsatanulmányai után egy évtizedig zenekari zenész volt, alkalmanként kapott karmesteri feladatot, majd 1907-től Szergej Gyagilev társulatával, az Orosz Balett-tel számos mű ősbemutatóját vezényelte, köztük Igor Stravinsky táncjátékait, a Tavaszi áldozatot, a Petruskát, valamint Ravel balettjét, a Daphnis és Chloét, és Debussy Játékok című balettjét. A New York-i Metropolitan Opera karmestere, majd a Bostoni Szimfonikus Zenekar vezetője, az Amszterdami Concertgebouw Zenekara és az Orchestre Symphonique de Paris karmestere. 1936 és 1952 között a San Francisco Symphony zenekar vezetője, és egész magas életkorban, nyolcvanhat évesen elfogadta a Londoni Szimfonikus Zenekar vezető karmesteri posztját.

## Élete

### Tanulmányai
Monteux a Párizsi Konzervatórium hallgatójaként hegedűt, zeneszerzést, zeneelméletet tanult. A konzervatóriumi évei alatt szervezett kisebb zenekarral a szólistaként fellépő Alfred Cortot-t kísérték, 1889 és 1892 között a Folies Bergère zenekarában játszott, később George Gershwinnek úgy emlékezett vissza erre, mint aminek a ritmusérzékének formálását a tánczene előadásának is köszönhette. A hegedűtanulás mellett áttért brácsára, Saint-Saëns Szeptettjének ősbemutatóján a szerzővel együtt vett részt. Monteux csatlakozott a Geloso Quartethez, a vonósnégyessel Fauré II. zongora kvartettje előadásakor Fauré játszotta a zongora szólamot, később a vonósnégyessel Bécsben egy házi hangverseny alkalmával Brahms jelenlétében adták elő Brahms egyik vonósnégyesét. A Párizsi Konzervatóriumban 1896-ban fejezte be tanulmányait, még ugyanabban az évben a konzervatórium hegedűversenyén Jacques Thibaud-val megosztva nyert első díjat.

### Karmester

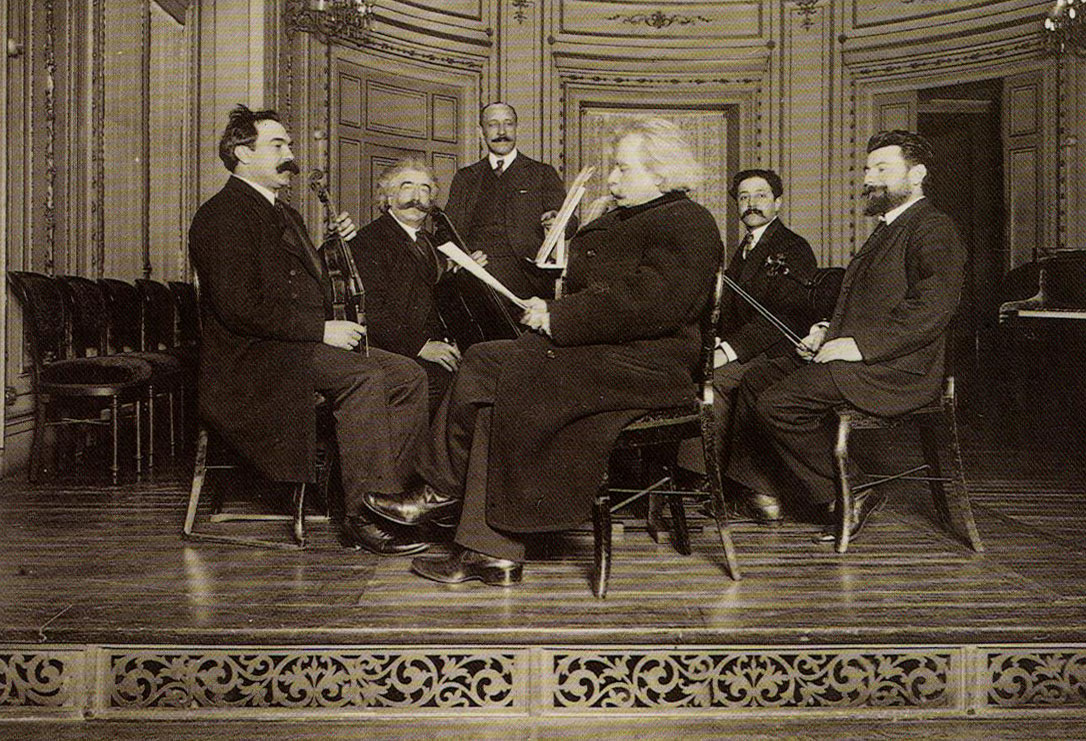
Monteux (jobbról a második) Johannes Wolff, Gustave Lijon és André Dulaurons vonósnégyese tagjaként, szemben Edvard Grieg, 1900 körül

Pályája elején részben zenekari zenész, részben kamarazenész. Monteux a Geloso Quartet tagja maradt egészen 1911-ig, ugyanakkor az Opéra-Comique zenekarában játszott, emellett nyáron a Bayreuthi Ünnepi Játékok zenekarában Hans Richter vezénylete alatt a brácsaszólam vezetője, Párizsban Hector Berlioz Harold Itáliában című művében a brácsaszólót játszotta.
Egyik első karmesteri feladata Saint-Saëns oratóriumának, a La lyre et la harpe bemutatója volt, a bemutatón Saint-Saëns játszotta az orgonaszólamot. Monteux 1902-től a tengerparti Dieppe kaszinójában a zenekar karmestere, majd a zenekar vezetője lett.
Az Orosz Balett-tel 1911-ben Párizsban Gyagilev megbízására Stravinsky balettjének, a Petruska ősbemutatójának karmestere. Az előadás során három egyfelvonásos balettet adtak elő, a Petruska mellett a Le Spectre de la Rose-t és Rimszkij-Korszakov Seherezádé szvitjéből készült balettadaptációt. Londoni bemutatkozásuk után 1911–12-ben az Orosz Balett európai turnéjának vezető karmestere, a balett-társulattal fellépett Bécsben, Budapesten, Prágában és Berlinben is. 1916-ban az Orosz Balett észak-amerikai turnéjának karmestere, majd a turné végén New Yorkban a Metropolitantól felkínált hároméves szerződést elfogadta, és a Metropolitan francia repertoárjának karmestere lett.
A New York-i Metropolitanben (1916–1919) Monteux vezényelte a francia operákat, köztük Gounod Faustját, Bizet Carmenjét és Saint-Saëns operáját, a Sámson és Delilát. A MET-ben olyan világsztárokkal dolgozott együtt, mint Enrico Caruso, Geraldine Farrar, Louise Homer és Giovanni Martinelli. A már repertoáron levő darabokon kívül Monteux volt a karmestere Rimszkij-Korszakov Aranykakasa amerikai bemutatójának, valamint Stravinsky Petruska amerikai bemutatójának is, ezúttal már nem az Orosz Balett-tel, hanem a MET produkciójában.
1919-ben, negyvennégy éves korában Monteux elvállalta a Bostoni Szimfonikus Zenekar vezető karmesteri posztját, azt megelőzően 1917-ben a németellenes hangulat miatt a zenekar vezetőjét, Karl Muckot lemondatták posztjáról, és huszonnégy német származású zenekari tagot is elküldtek. Monteux a legkülönbözőbb zenei hátterű zenészeket hallgatta meg, hogy újjáalakítsa a zenekart, amelynek színvonalát sikeresen feljavította, a bostoni koncertek során amerikai, angol és francia szerzők műveit mutatta be.
Bostoni szerződése lezárulása után 1924-től tíz éven át az Amszterdami Concertgebouw Zenekar karmestere a zenekar vezetője, Willem Mengelberg mellett, a zenekarral egy évadban megközelítőleg 50–60 koncertet adott, valamint számos operaelőadást vezényelt. Monteux Mengelbergtől eltérően rendkívül kényesen betartotta a zeneszerzői instrukciókat.
Amszterdami feladatai mellett ugyanakkor 1929-től 1938-ig rendszeresen vezényelte Párizsban az 1928-ban alapított Orchestre Symphonique de Paris zenekarát is, az első évadban ő vezényelte Stravinsky műveinek összes koncertjét, a zenekar 1930-as és 1931-es európai turnéján Hollandiában, Németországban Monteux nagy sikerrel lépett fel.

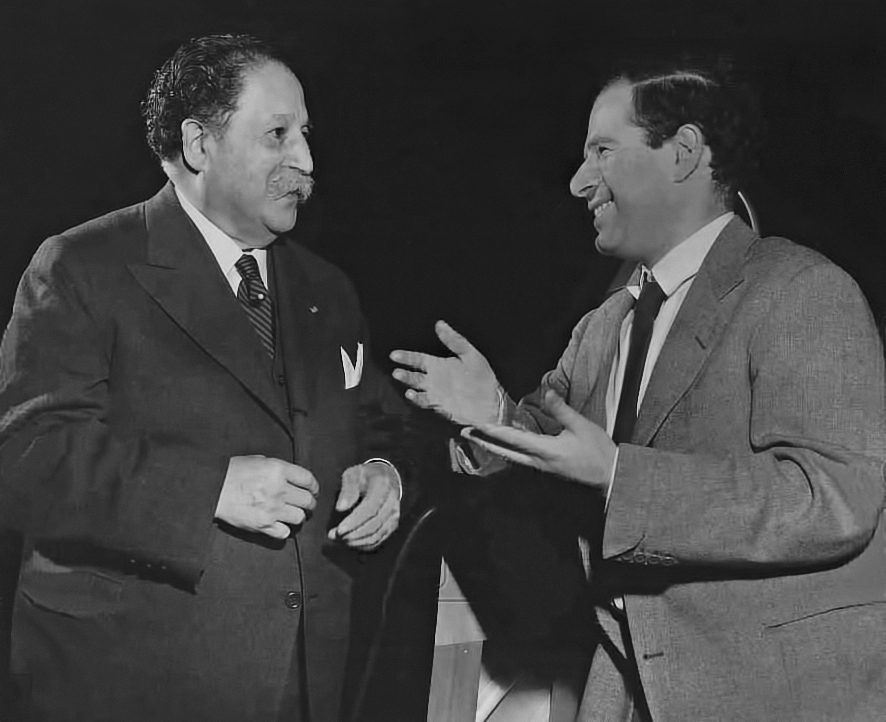
Pierre Monteux és Peter Brook a Metropolitan Operaban, New York, 1953

A San Franciscó-i Szimfonikus Zenekart, (SFSO) először 1931-ben vezényelte, majd 1935-ben elvállalta a zenekar vezető karmesteri posztját (1935–1952). Meg kellett birkóznia számos nehézséggel, egyfelől a hollywoodi stúdiók számos jobban fizetett feladata elcsábította a zenekar tagjait, ugyanakkor a zenészszakszervezet csak helybeli zenészek alkalmazását engedélyezte. Mindezek ellenére a zenekar színvonalát fokozatosan fel tudta javítani, vezetése alatt az együttes számára olyan vendégkarmestereket tudott megnyerni, mint John Barbirolli, Thomas Beecham, Otto Klemperer, Leopold Stokowski és Igor Stravinsky, valamint kiváló zongoristákat, mint George Gershwin, Sergey Rachmaninov, Arthur Rubinstein és Artur Schnabel, és hegedűművészeket, mint Jasha Heifetz, Yehudi Menuhin valamint a fiatal Isaac Stern.
A San Franciscó-i Szimfonikusok öt hónapos évadja mellett tovább vezényelte Párizsban a Orchestre Symphonique de Paris zenekarát, valamint 1937-től Toscanini újonnan alakított  együttesét, az NBC Szimfonikus Zenekart is New Yorkban. A San Franciscó-i Szimfonikusoknál betöltött tizenhét éves vezetői posztja mellett számos zenekar vendég karmestere volt szinte a világ minden pontján.
Magas életkorban, nyolcvanhat évesen, 1960-ban elfogadta a Londoni Szimfonikus Zenekar felkérését, és az együttes vezetője lett, vezényelte három éven át, 1964-ben bekövetkezett haláláig.

## Tanár
Az 1932-ben Párizsban általa elindított karmesterképzést a Franciaország déli részén fekvő Les Baux-ban levő otthonában folytatta. Majd 1942-től amerikai állampolgárként az USA-ban Hancockban (Maine) megalakított karmesterképzőjének – Pierre Monteux School – neves tanítványai között volt Igor Markevitch, Neville Marriner, André Previn, Lorin Maazel, Ozava Szeidzsi és David Zinman. A Hancockban áltata alapított iskola Monteux halála után is tovább működik.

## Művészete
Monteux-re a Decca producere, John Culshaw a következőképp emlékszik vissza: „Monteux az a ritka jelenség volt, amit nem minden karmesterről lehet elmondani, azaz egy karmester, akit szerettek a zenekarok… ha legendának nevezzük, még mindig alulértékeljük”. Toscanini véleménye szerint Monteux pálcatechnikája az általa megtapasztalt legjobbak között volt. Toscaninihez hasonlóan Monteux is a hagyományos zenekari ülésrendet szerette, – azaz a két hegedűszólam a karmester bal, illetve jobb oldalán van – véleménye szerint ezáltal a vonószenekari részleteket így jobban hallhatóvá lehet tenni. A partitúrához való hűsége Monteux életrajzírója, John Canarina szerint Klempererhez hasonlítható, még Toscanini e tekintetben megnyilvánuló szigorán is túltett.
Monteux-t egész pályája alatt zavarta a tény, hogy a francia zene specialistájának tartották, ugyanakkor Monteux a német zenét, mindenekelőtt Brahms műveit szerette a legjobban, viszont ettől a ténytől a lemeztársaságok eltekintettek. Monteux másik életrajzírója, Jean-Philippe Mousnier Monteux több mint 300 koncertprogramjának összeállítását elemezve, rámutat, a leggyakrabban játszott művek között César Franck d-moll, Fantasztikus szimfóniája, Beethoven VII. és Csajkovszkij V. és VI. valamint Brahms I. és II. szimfóniája volt.

## Lemezei
Monteux nem kedvelte a lemezkészítést, ami szerinte az előadói spontaneitást elveszíti, ennek ellenére jelentős felvételeket hagyott hátra. Az ő idejében nemigen volt szokás élő produkciók lemezfelvételét közreadni, ugyanakkor Monteux a koncerttermek akusztikai körülményeit jobban szerette, mint a stúdiókét. Néhány élő felvétele fennmaradt, melyeket CD-n adtak közre.

## Díjai
Számos díj mellett 1963-ban a legjelentősebb angol zenei díjat, a Royal Philharmonic Society Arany Medálját adományozták Pierre Monteux-nek.

## Fordítás
- Ez a szócikk részben vagy egészben  a   Pierre Monteux című angol Wikipédia-szócikk ezen változatának fordításán alapul.  Az eredeti cikk szerkesztőit annak laptörténete sorolja fel. Ez a jelzés csupán a megfogalmazás eredetét és a szerzői jogokat jelzi, nem szolgál a cikkben szereplő információk forrásmegjelöléseként.